# Алексинский, Иван Павлович
Ива́н Па́влович Але́ксинский (3 [15] мая 1871, усадьба Опарино, Владимирская губерния — 28 августа 1945, Касабланка, Французское Марокко) — русский хирург, профессор Императорского Московского университета. Доктор медицины (1899). С 1920 года — видный деятель русской эмиграции.

## Биография

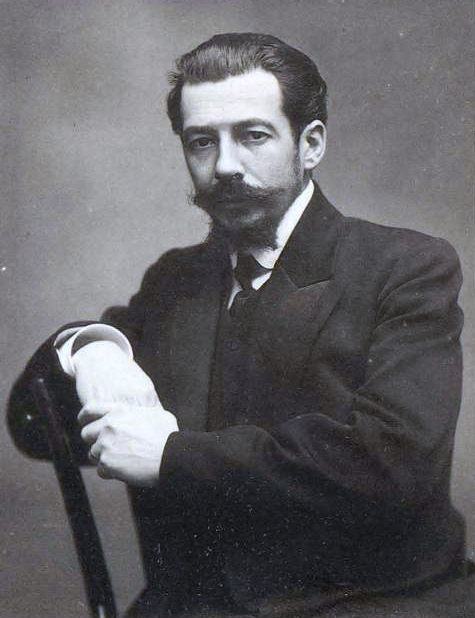
И. П. Алексинский, 1911

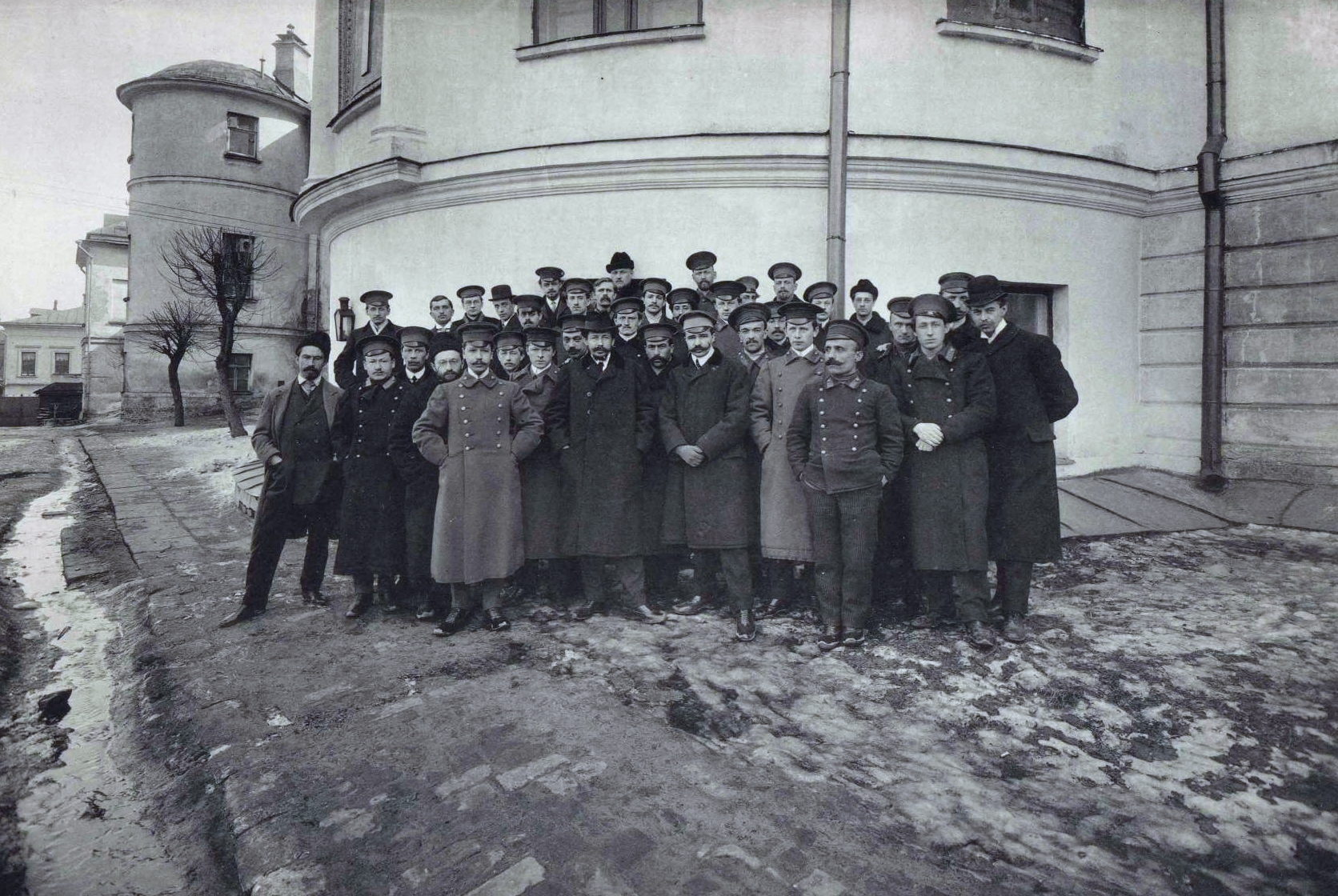
Группа студентов-медиков вместе с И. П. Алексинским во дворе Ново-Екатерининской больницы, 1911 год

Из потомственных дворян. Первые три года учился во Владимирской гимназии, с 1885 года — в 1-й московской (выпуск 1889 г.). Поступил на естественное отделение физико-математического факультета Императорского Московского университета, но в 1890 году перешёл на медицинский факультет, учился у известного профессора А. А. Боброва. Окончил курс в 1894 году со степенью лекаря и оставлен при факультетской хирургической клинике: с ноября 1895 года состоял сверхштатным ординатором, а затем сверхштатным ассистентом университетской клиники. В 1895 году стал врачом-консультантом Иверской общины сестёр милосердия Красного Креста.
В 1897 году работал хирургом в Греции, оказывая помощь раненым в ходе греко-турецкой войны, награждён орденом Св. Анны 3-й степени, а также греческими Золотой и Серебряной медалями Илитаза и почётной турецкой Серебряной медалью. В 1900 году как старший врач Иверской общины командирован на Дальний Восток в связи с участием русских войск в подавлении Ихэтуаньского («боксёрского») восстания в Китае. Работал в лазаретах Красного Креста в Благовещенске и Хабаровске, награждён орденом Св. Анны 2-й степени.
Защитил диссертацию «Эхинококк в брюшной полости и его оперативное лечение» на учёную степень доктора медицины.
С апреля 1900 года — приват-доцент медицинского факультета Московского университета. В 1901—1903 годах заведовал амбулаторным отделением факультетской хирургической клиники, читал курс: «Семиотика и диагностика хирургических болезней» и руководил практическими занятиями студентов; редактировал журнал «Русское хирургическое обозрение».
После объявления императорского Манифест 17 октября 1905 года примкнул к партии конституционных демократов. В 1906 году избран депутатом Государственной думы I созыва от Александровского уезда Владимирской губернии. После роспуска Думы находился по особым надзором полиции в связи с подписанием Выборгского воззвания.
В ноябре 1906 года избран преподавателем клинической хирургии Московских высших женских курсов.
В июле 1907 года назначен экстраординарным профессором по кафедре хирургической патологии Московского университета. В декабре 1907 года занял должность главного врача Иверской общины Красного креста.

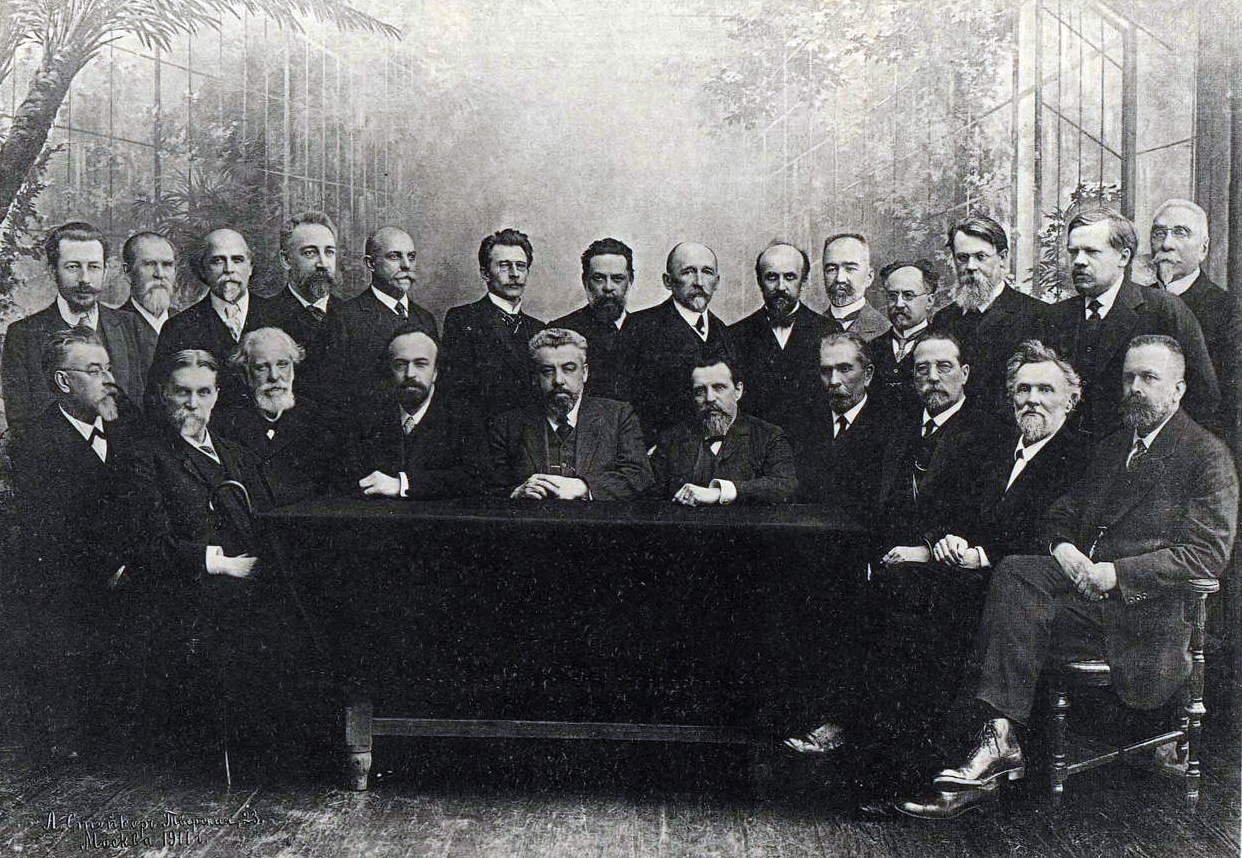
Профессора Московского университета (1911). Сидят: В. П. Сербский, К. А. Тимирязев, Н. А. Умов, П. А. Минаков, М. А. Мензбир, А. Б. Фохт, В. Д. Шервинский, В. К. Цераский, Е. Н. Трубецкой. Стоят: И. П. Алексинский, В. К. Рот, Н. Д. Зелинский, П. Н. Лебедев, А. А. Эйхенвальд, Г. Ф. Шершеневич, В. М. Хвостов, А. С. Алексеев, Ф. А. Рейн, Д. М. Петрушевский, Б. К. Млодзеевский, В. И. Вернадский, С. А. Чаплыгин, Н. В. Давыдов.

В 1911 году оставил Московский университет в связи с известным делом Кассо.
Директор Госпитальной хирургической клиники (1917—1919).
В 1913 году председательствовал на VIII съезде российских хирургов. Его частная хирургическая клиника пользовалась большой известностью в Москве.
Участник Первой мировой войны, заведовал медицинской частью Красного Креста Юго-Западного фронта, активно работал в тылу в качестве главврача клиники Иверской общины. В октябре-ноябре 1917 года принял участие в антибольшевистском восстании юнкеров в Москве.
В апреле 1917 года вернулся в Москву на должность экстраординарного профессора кафедры хирургической патологии с десмургией и учением о вывихах и переломах; одновременно стал директором андрологической клиники (1917—1919).
В годы Гражданской войны работал в военных госпиталях Добровольческой армии.

### В эмиграции

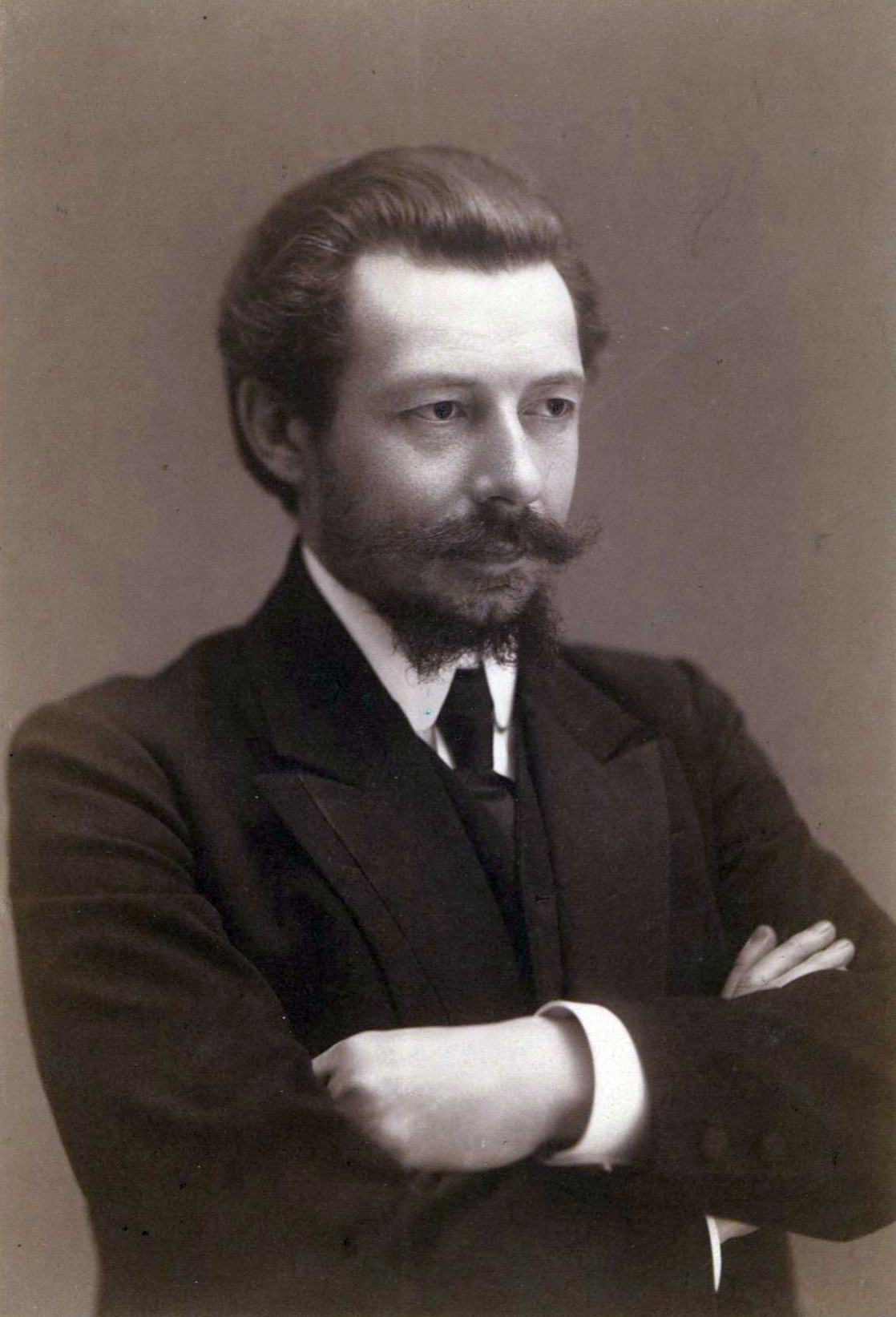
И. П. Алексинский, 1911

В конце 1920 года эвакуировался из Крыма в Константинополь. С 1921 года был членом президиума Русского парламентского комитета. С 1923 года жил в Париже, возглавлял Общество русских врачей имени Мечникова. Вице-председатель Совета Русско-французского госпиталя. Председатель Русского Зарубежного Патриотического Объединения. Лечил генерал-лейтенанта барона П. Н. Врангеля во время смертельной болезни в 1928 году. Апатрид.
В 1932 году переехал в Касабланку (Марокко), где был избран вице-председателем церковной общины при церкви Успения Божией Матери в Касабланке. Тесно сотрудничая с архимандритом Варсонофием (Толстухиным), председателем приходской общины «Русская Православная Церковь и русское общежитие в Марокко», принимал активное участие в организации приходской жизни, устройстве касабланкского храма, занимался общественной работой. Член приходского благотворительного комитета. Также продолжал оказывать медицинскую помощь, часто безвозмездную, иногда оперировал.
В последние годы вёл замкнутый образ жизни. Скончался 26 августа 1945 года в Касабланке от брюшного тифа. Погребён на христианском кладбище Бен М′Сик (участок № 13, могила № 417). Распоряжением Правительства Российской Федерации от 28 августа 2012 г. N 1551-р за могилой закреплён статус «имеющей для Российской Федерации историко-мемориальное значение».

## Семья
Был женат трижды или четырежды:
- от первого брака имел дочь Надежду Ивановну Алексинскую (1897—1929); умерла от быстротечной чахотки.
- с 15 мая 1909 года женат вторым или третьим браком на Татьяне Александровне Алексинской-Лукиной (ур. Лукиной)[10]. В браке родился сын Владимир (1910—1955) — инженер-агроном, журналист; сражался в «Войсках Свободной Франции» (Forces Francaises libres) генерала де Голля[11].
- третья или четвёртая жена — Нина Францевна Алексинская (урожд. Ковалевская) (1899—1952)[12].

Шурин — адмирал А. И. Русин, муж сводной сестры Софьи.

## Труды
- Эхинококк в брюшной полости и его оперативное лечение: [Дис. на степ. д-ра мед.] / И. П. Алексинский; Из Фак. хирург. клиники Имп. Моск. ун-та. — Москва: т-во «Печатня С. П. Яковлева», 1899. — [523] с. разд. паг., 5 л. ил.: табл.
- О возможности оперативной помощи при церебральных параличах: (Эксперим. исслед.) / [Соч.] И. П. Алексинского, ассист. Фак. хирург. клиники проф. А. А. Боброва. — Москва: т-во скоропеч. А. А. Левенсон, 1899. — 229 с. разд. паг.: ил.
- Сборник в память проф. А. А. Боброва, 1905
- К русским патриотам. Париж, 1927
- Как я стал хирургом // Памяти русского студенчества. Париж, 1934. С. 131—145.